# Ifjú szívvel
Az Ifjú szívvel 1953-ban bemutatott színes, zenés, magyar filmvígjáték Latabár Kálmán, Soós Imre és Földi Teri főszereplésével.
A korszellemnek megfelelően propagandisztikus film a fiatalokat kívánta megszólítani az új, szocialista embertípus bemutatásával, a munkaverseny és a vasas szakmakör népszerűsítésével. A film a korszak letűnte után évtizedeken keresztül nem volt látható. Az utóbbi években televízióban leadták, megvásárolható formában nem jelent meg.

## Cselekmény
|  | Alább a cselekmény részletei következnek! |

A kis falucskába egy napon indulókat éneklő, zárt sorokban menetelő, egyenruhás fiatalok érkeznek. Hamarosan kiderül, hogy nem katonák, és nem is kalauzok, hanem ipari tanulók, akik a vasmunkás szakmába szeretnének újoncokat toborozni. Egyikük, Dani János (Soós Imre) nagyon lelkes, ha a gyakorlatról van szó, de az elméleti tantárgyakban igencsak közepes, annak ellenére, hogy apja és nagyapja is esztergályos volt. A toborzón összeakad egy fiatal lánnyal, aki a termelőszövetkezetben dolgozik. Szíves Katinak nagyon megtetszik az egyenruha, a vasas szakma, no és nem utolsósorban János. Édesanyja (Fónay Márta) nehezen engedi el a kétnapos budapesti útra, ahol az iskolát bemutatják a fiataloknak. Az iskola pedellusa, egyben a tanulók szinte második apja, Matejka bácsi (Latabár Kálmán) apróbb trükköket is bevet a mama meggyőzésére.
A városban előbb elviszik őket egy színpompás tömegmegmozdulásra egy stadionba, majd ezután a Vidámpark következik. Miután Katinak bemutatják az iskola tanműhelyét, ahol Jánossal is találkozik, nem is lehet kérdés, beáll vasas ipari tanulónak.
Az évnyitón munkaversenyt hirdetnek az iskolában. A legjobban teljesítő osztály utazást tehet egy újonnan épülő teherhajón, melyhez az iskola is ad alkatrészeket. A vidéken nevelkedett Katinak nehezen megy mind a gyakorlat, mind az elmélet. Elkeseredésében már abba akarja hagyni az egészet, ám mikor szobatársnője, a Görögországból menekült Florina elmondja történetét, rájön, hogy az ő gondjai semmik Florináéhoz képest. Ettől fogva megembereli magát, hamarosan behozza lemaradását. János viszont nem törődik az elmélettel, egy újfajta esztergályozási módszeren dolgozik, ehhez viszont nincs meg a kellő elméleti tudása. Az iskola egységét három fegyelmezetlen, nyugatmániás „jampec” is állandóan megzavarja.
Félévnél Kati a legjobbak között van, osztálya is első a munkaversenyben. János viszont az elméleti tantárgyakból ismét gyenge eredményt ért el, ezzel lehúzta saját osztályát is a harmadik helyre. Hogy a gyakorlatban hozza helyre eredményét, engedély nélkül kipróbálja új vágási módszerét, azonban elméleti tudás híján nem vesz figyelembe bizonyos paramétereket, az esztergapad eltörik. Fegyelmit kap, éppen Kati javaslatára leváltják a termelési felelős tisztségéből, kapcsolatuk ezután megromlik. A három jampec vezérét, Kasznárt kizárják a DISZ-ből. Mindketten sértődötten elrohannak, majd a Duna-parton elbeszélgetnek. Kasznár elárulja, Amerikába szeretni menni, „ahol még van élet”. János viszont itthon szeretne boldogulni, olyan tettet szeretne véghezvinni, hogy címoldalon hozza a Szabad Ifjúság.
János édesapja egész életében esztergályos volt a hajógyárban. Mikor fia tőle kér tanácsot, hogy mihez kezdjen ezután, elmondja neki, ő is egyszer világgá akart menni. A hajógyárban volt inas még az előző rendszerben, ahol a szakma tanulása helyett csak vasakat cipelt és pofonokat kapott, de nem adta fel sohasem. A vele való beszélgetés felnyitja János szemét, neki csak egyetlen dolga lenne, hogy tanuljon, ehhez minden segítséget megkap, apjával ellentétben. Megembereli magát, év végére behozza lemaradását, osztálya első lesz és mindnyájan elmennek a hajóútra, valamint János és Kati kapcsolata is rendeződik.
|  | Itt a vége a cselekmény részletezésének! |

## Történelmi háttér
Az ötvenes években az újjáépítés és a gyors tempójú, erőltetett iparosítás miatt jelentősen megnőtt a szakmunkások iránti igény. A főként gyáripari tanulók képzését felgyorsították szinte nagyüzemi mértékűre. A különböző korú, esetenként gyengén előiskolázott tanulókat gyakran a filmben láthatóhoz hasonló toborzásokon beszélték rá a jelentkezésre, mely minden kényszer nélkül, önkéntes alapon, fiatalkorúaknál szülői beleegyezéssel történt. Sokuk számára egy szakma teljesen ingyenes kitanulása, majd a szakmunkási állás egy gyárban jelentős előrelépést jelentett addigi életmódjuk után.
Az iparitanuló-iskolákat az 1950-ben megalapított Munkaerő-tartalékok Hivatala (MTH) működtette, az oktatás és a teljes ellátásos bentlakás ingyenes volt. A gazdaság és a termelés számára legfontosabb szakmákat oktató iskolákat az akkor elérhető legmagasabb szinten szerelték fel. Az iskolákban parolival kiegészített egyenruha volt a szokásos viselet. A paroli a tanulóknál az évfolyamot is jelezte. Az iskolák, sőt az egyes osztályok között is munkaverseny volt. Akkoriban gyakori volt, hogy a gyermekek a filmben látható módon magázták a szüleiket.

## A film időzítése
A filmet 1952-ben, Rákosi Mátyás hatalmának tetőpontján kezdték forgatni. Egyes nézetek szerint kifejezetten az ő utasítására készült, eszerint 1952 februárjában említette, hogy szükség volna modern ifjúsági filmekre. Bemutatója 1953 áprilisában volt, már Sztálin márciusi halála után, de mivel a film addigra már készen volt, ez nem került említésre benne. Alig egy hónappal a bemutatója után megkezdődött a desztálinizáció, valamint Rákosi hatalmának hanyatlása. A fentiek alapján a film ebben a formában egy évvel később valószínűleg már nem is került volna leforgatásra, vagy elkészülte esetén bemutatásra.

## Érdekességek
- Pécsi Sándor mindössze harmincéves volt, amikor 1952-ben eljátszotta Dani papát.
- Matejka bácsi frizurája, bajsza, öltözéke kísértetiesen hasonlít Sztálinéhoz.
- Ez volt az egyik első magyar színes film.
- Az iskolabál-jelenetben a szvinget táncoló „majmokkal” a nyugati, főként amerikai „züllöttséget” akarták kifigurázni. Az őket a színpadról kiszorító népi táncosok az egészséges népi kultúra (közvetve a szocializmus) győzelmét akarták szimbolizálni a züllött nyugati jampeckultúra (közvetve a kapitalizmus) felett. Azokban az években is volt néhány szórakozóhely Budapesten, ahol nyugati zenére lehetett táncolni.

## Forgatási helyszínek
- A stadion-jelenet az Építők sportpályán lett felvéve. A helyszín az elektromos távvezetékről és a háttérben haladó vonatról egyértelműen beazonosítható.
- Az iskolát egyetlen alkalommal sem mutatják kívülről, egyértelműen fiktív helyszín. A cselekmény szerint a Duna partján állt volna, valahol Angyalföldön.
- Az iskola gépterme a tucatnyi esztergapaddal valamelyik gyárban állhatott, helyszíne ismeretlen.
- A síjelenet a Normafánál készült.
- A Budapesti Vidám Park jelenetben látható a Hullámvasút, a Mesecsónak, a rég lebontott Sikló és a Kalapács. Az esti képsorok szabad ég helyett stúdióban készültek, a színes lámpák több alkalommal megcsillannak az éjszakai eget utánzó, sötétre festett mennyezeten.
- A film végén a hajó egy szerkezetileg elkészült Duna-tengerjáró teherhajó, két osztálynyi fiatal több napos elhelyezésére semmiképpen nem alkalmas. A hajó a filmben Visegrádnál halad Budapest irányába.
- János és Kasznár a Margit-szigeten beszélgetnek, az Árpád híd előtt. A budai oldalon látható füstölgő gyár már régóta nem létezik.

## Szereplők
- Soós Imre – Dani János esztergályostanuló, nagyon tehetséges, de rossz tanuló
- Földi Teri – Szíves Kati, elsős esztergályostanuló
- Fónay Márta – Kati édesanyja
- Gózon Gyula – János nagyapja, esztergályos
- Pécsi Sándor – János édesapja, esztergályos
- Latabár Kálmán – Matejka bácsi, az iskola pedellusa, a tanulók afféle pótpapája
- Bessenyei Ferenc – Varga, iskolaigazgató
- Szemethy Endre – Kuczogi bácsi, a tanműhely vezetője
- Benkő Gyula – Csontos, az iskola egyik tanára
- Sinkovits Imre – az iskola DISZ-titkára
- Peti Sándor – az iskola tanműhelyének raktárosa
- Tompa Sándor – Balogh papa
- Varga Gyula – Kasznár, nyugatmániás fiatal
- Alfonzó – Mutatványos a Vidám Parkban
- Ferrari Violetta – Florina, görög kommunista menekült
- Kádár Flóra – Rózsi
- Szabó Gyula – Czobor Pista
- Gyárfás Endre – Pogácsás Ferkó
- Földessy Margit (Földesi Margitka néven) – Ferkó kishúga